# 楊汝士
楊汝士（？—？），字慕巢，虢州弘農縣人，唐朝政治人物。
堂兄楊虞卿，妹婿白居易。元和四年（809年）進士，又登博學鴻儒科。大和三年（829年）七月，以本官知制誥。牛僧孺、李宗閔相繼拉攏他，引為中書舍人。長慶元年為右補闕。開成元年（836年）七月，官兵部侍郎，出鎮東川，改為吏部侍郎，官至刑部尚書。有詩名。

## 家庭

### 夫人
- 博陵崔氏，唐朝秘书少监、赠国子祭酒崔逊曾孙女，太子宾客、赠吏部尚书崔伦孙女，万年县丞崔合之女，妹妹崔氏嫁韦楚相

### 弟
- 楊漢公，字用乂，天平軍節度使、檢校戶部尚書。
- 楊魯士，字宗尹，長安令

### 子
- 楊知溫：字德之，江陵節度使
- 楊知遠：字明之，絳州刺史
- 楊知至：字幾之，戶部侍郎
- 楊知權
- 楊倞